# 韓國—奧地利關係
奧地利－韓國關係為奧地利與大韓民國間的外交關係。

## 历史
朝鮮王朝于1892年6月23日与奥匈帝国建立外交关系，1910年因為日韓合併而中止。兩國於1963年5月22日恢复外交关系。大韩民国成立后首任总统李承晚的继妻李富蘭亦为奥地利裔。

## 外交代表機構
奧地利在首爾設有大使館、並在釜山設有名譽領事館。韓國也在維也納設有大使館，尚兼轄韓國在斯洛維尼亞、科索沃的事務。
由于澳洲大使館与奧地利駐韓大使館位於同一棟建築，且澳洲（韓語：오스트레일리아）与奥地利（韓語：오스트리아）二词在韩语中读音相似，因此時常有郵件誤遞及誤導訪客的情形。前奧地利駐韓大使威廉·頓科表示，許多詢問澳洲相關事宜的信件，均誤寄至奧地利大使館。

## 貿易
2020年，双边贸易总额达到27亿美元，其中韩国出口10.7亿美元。至2020年，韩国在奥地利的投资总额达到16亿美元。奥地利在韩国的投资额达到2.8亿美元。